# Cindy Van Wilder
 (mars 2020).
Cindy Van Wilder est une autrice non binaire de romans belge née en 1983. 

## Biographie

### Études
Cindy Van Wilder fait des études de traduction puis devient traductrice.

### Carrière
Cindy Van Wilder  publie plusieurs nouvelles dans diverses anthologies avant de signer son premier roman en 2014 : Les Outrepasseurs : Les héritiers. Le roman est le premier d'une tétralogie éditée aux éditions françaises Gulf stream. Ce roman lui permet de recevoir le Prix Imaginales Jeunesse de 2014.
En 2017, son roman d’anticipation Memorex est nommé pour le Prix Imaginales Collégiens.
En 2019, les éditions Hachette Jeunesse rééditent les trois premiers tomes de la tétralogie Les Outrepasseurs.
Son diptyque Terre de Brume paraît en 2018 et 2019 et puise son inspiration dans la mythologie grecque en explorant des préoccupations écologiques. Il est adapté en podcast de fiction par la RTBF et Caroline Prévinaire (Les Visions) avec une bande originale de l’artiste belge Leo Nocta et est disponible depuis janvier 2022,. C'est une première en Belgique et un projet colossal. Le doublage reflète la diversité des personnages : les voix d'Aloula Watel et de Maïlys Fiston incarnent les deux héroïnes, Intissar et Héra. Marcha Van Boven (voix française de Doctor Who) double la Brume, Anaé, une très talentueuse instagrameuse, réalise une performance, Tangui Horel fait un caméo.
Cindy Van Wilder participe avec Mélanie Fazi, MX Cordelia et Sabrina Calvo au festival de l’imaginaire LGBTQI+ qui se tient du vendredi 18 au dimanche 20 septembre 2020, à Strasbourg et dont l'entrée est gratuite.

### Identité de genre
Cindy Van Wilder est non binaire et utilise le pronom iel avec les accords inclusifs,.

## Œuvres
La diversité est importante dans son œuvre.

### Nouvelles
- Au bonheur des Dames, 2011. En collaboration avec Marie-Anne Cleden[13]
- Au service des insectes, 2015[14]
- Avis de tempête, 2010[15]
- Le Chandelier, 2006[16]
- L'Enfant, 2006[17]
- Terre de Brume, 2017[18]

### Romans
- Série Les Outrepasseurs :
  1. Les Héritiers, Gulf Stream éditions, 2014
  2. La Reine des Neiges, Gulf Stream éditions, 2014
  3. Le Libérateur, Gulf Stream éditions, 2015
  4. Férénusia, Gulf Stream éditions, 2017
- Memorex, Gulf Stream éditions, 2016
- La Lune est à nous, Gulf Stream éditions, 2017
- Série Terre de Brume :
  1. Le Sanctuaire des dieux, éditions Rageot, 2018
  2. Le Choix des élues, éditions Rageot, 2019
- #Tous debout, éditions Hugo, coll. New Way, 2021. En collaboration avec Agnès Marot
- Les Fééries d'Eshad, éditions Scrineo, 2024